# Sörmlandsleden

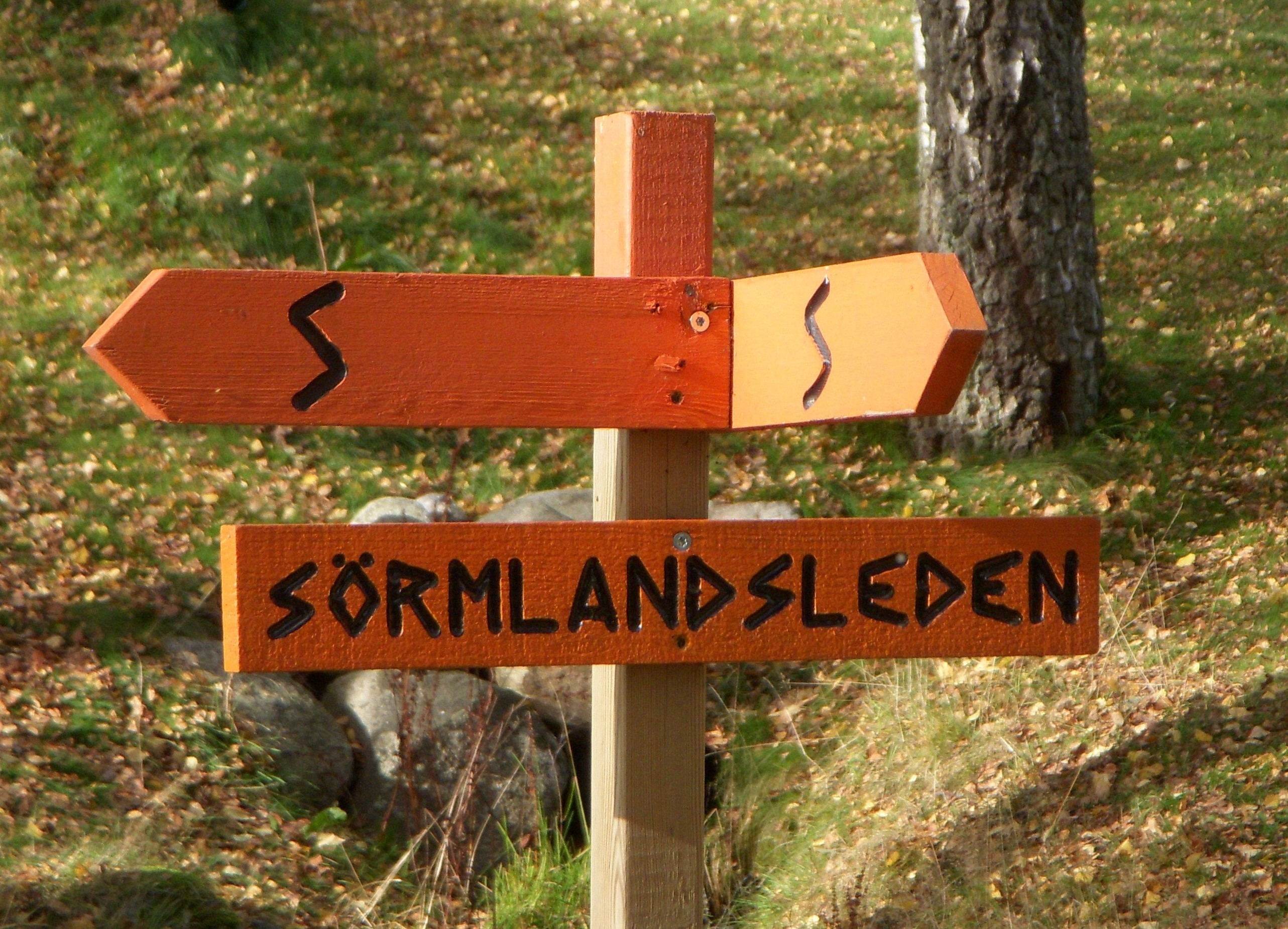
Wegweiser auf dem Sörmlandsleden

Der Sörmlandsleden ist ein Wanderwegsystem mit über 1.000 Kilometern markierten Wegen. Er verläuft, in Stockholm beginnend, ringförmig durch die schwedische Provinz Södermanland.
Der Sörmlandsleden wird in 62 Haupt- und 33 Neben- bzw. Alternativetappen von anderthalb bis 24 Kilometern Länge untergliedert. Dabei wirkt die Etappeneinteilung teilweise recht "willkürlich", da diese manchmal an Forstwegen ohne weitere Infrastruktur wie An- und Abreise- oder Übernachtungsmöglichkeiten enden. Von den Etappeneinteilungen losgelöst finden sich einfache Schutzhütten, die in der Regel mit Feuerstellen, manchmal auch mit einfachen Toiletten ("Plumpsklos"), ausgestattet sind. Frischwasserquellen sind entlang des Wanderwegs ausgeschildert. Auf einigen Etappen gibt es auch die Möglichkeit, auf Campingplätzen oder in Jugendherbergen, Pensionaten und Hotels zu übernachten. Ansonsten gilt bei einer Wanderung auf dem Sörmlandsleden das "Jedermannsrecht" ("Allemansrätten ").
Einzelne Etappen können auch zu gemütlichen Tageswanderungen genutzt werden.
Der Sörmlandsleden verläuft überwiegend auf schmalen Pfaden und Forstwegen durch die Abwechslungsreiche Natur- und Kulturlandschaft Södermanlands. Größere Ortschaften, die sich als Ausgangspunkt anbieten, sind (neben Stockholm) Södertälje, Järna, Mölnbo, Gnesta, Mariefred, Malmköping, Flen, Hälleforsnäs, Eskilstuna, Katrineholm, Oxelösund, Nyköping, Trosa und Nynäshamn. Kurz hinter Stockholm passiert man den Tyresta-Nationalpark, eines der größten schwedischen Urwald-Gebiete außerhalb der Gebirgsregionen.